# Hauges Minde
Hauges Minde er en byejendom i bydedelen Grünerløkka og i kvarteret af samme navn i Oslo. Den ligger i Sofienberggata og har adressen Olaf Ryes plass 2.
Ejendommen blev bygget i 1875 som forsamlingshus for Indre Mission. Arkitekten var Niels Stockfleth Darre Eckhoff, og ejeren var Kristiania Indremisjonsforening. Bygningen er i tre etager med facade i strøgne mursten. De to nederste etager udgjorde en forsamlingssal med galleri. 
I 1880 blev der etableret skole i tredje etage for at uddanne missionspræster, som skulle sendes til USA. Men også andre fik deres skolegang her, blandt andet Trygve Lie.
Mellem 1917 og 1938 fungerede gården som kirke for Hauges menighed, som var blevet  udskilt fra Paulus menighed. Både menigheden og gården har navn efter prædikanten Hans Nielsen Hauge.
Under 2. verdenskrig holdt en del af det tyske propagandaapparat (Abteiling für Volksaufklärung und Propaganda) til i bygningen. Senere var den ungdomsherberg, kvindeherberg og krisecenter.
I de senere år har gården stået tom og er forfaldet. Den ejes af Oslo kommune. I 2007–08 blev der fremlagt planer om at benytte huset til kunstformål (galleri, atelier) og bolig. Bydelen Grünerløkka har vedtaget, at den bør bruges til forsamlingslokale for lokalområdet.
I oktober 2008 var gården besat i en kort periode.